# Tropidozineus quadricristatus
Tropidozineus quadricristatus är en skalbaggsart som först beskrevs av Julius Melzer 1935.  Tropidozineus quadricristatus ingår i släktet Tropidozineus och familjen långhorningar. Inga underarter finns listade i Catalogue of Life.